# Magyarország a 2024-es rövid pályás úszó-világbajnokságon
Magyarország a Budapesten megrendezett 2024-es rövid pályás úszó-világbajnokság egyik részt vevő nemzete. Az ország 34 versenyzővel képviseltette magát.

## Előzmények
A Magyar Úszószövetség november 12-én fogadta el a Sós Csaba szövetségi kapitány által benyújtott csapat összeállítást. Holló Balázs a keret kihirdetése előtt motorbalesetet szenvedett, ezért 400 vegyesen Török Dominik pótolta őt. November 18-án 200 m pillangón  Sebestyén Dalma helyett Ilyés Laura került a csapatba. December elején Betlehem Dávid (400–1500 m gyors) lemondta az indulást, mivel az amerikai egyetemén nem volt biztosított a megfelelő felkészülés.

## Érmesek
| Érem      | Versenyző                                            | Versenyszám     | Dátum        |
| --------- | ---------------------------------------------------- | --------------- | ------------ |
| Aranyérem | Sárkány Zalán                                        | 800 m gyors     | december 14. |
| Aranyérem | Kós Hubert                                           | 200 m hát       | december 15. |
| Ezüstérem | Kós Hubert                                           | 100 m hát       | december 11. |
| Ezüstérem | Pádár Nikolett Ugrai Panna Molnár Dóra Ábrahám Minna | 4 × 200 m gyors | december 12. |

## Eredmények
Férfi
| Versenyző                                                    | Versenyszám      | Előfutam     | Előfutam     | Előfutam     | Elődöntő | Elődöntő | Elődöntő | Döntő    | Döntő    |
| Versenyző                                                    | Versenyszám      | Idő          | Hely.        | Össz.        | Idő      | Hely.    | Össz.    | Idő      | Helyezés |
| ------------------------------------------------------------ | ---------------- | ------------ | ------------ | ------------ | -------- | -------- | -------- | -------- | -------- |
| Andor Benedek                                                | 100 m vegyes     | 53,67        | 6.           | 16.          | 53,73    | 8.       | 16.      | kiesett  | kiesett  |
| Gál Olivér                                                   | 50 m mell        | 27,71        | 9.           | 52.          | kiesett  | kiesett  | kiesett  | kiesett  | kiesett  |
| Horváth Dávid                                                | 100 m mell       | 59,61        | 6.           | 42.          | kiesett  | kiesett  | kiesett  | kiesett  | kiesett  |
| Jászó Ádám                                                   | 50 m hát         | 23,98        | 5.           | 34.          | kiesett  | kiesett  | kiesett  | kiesett  | kiesett  |
| Jászó Ádám                                                   | 100 m hát        | 51,65        | 4.           | 29.          | kiesett  | kiesett  | kiesett  | kiesett  | kiesett  |
| Kós Hubert                                                   | 50 m hát         | 23,05        | 1.           | 6.           | 22,85    | 4.       | 7.       | 22,64    | 4.       |
| Kós Hubert                                                   | 100 m hát        | 49,12        | 1.           | 1.           | 49,03    | 1.       | 1.       | 48,79    |          |
| Kós Hubert                                                   | 200 m hát        | 1:48,02      | 1.           | 1.           |          |          |          | 1:45,65  |          |
| Kós Hubert                                                   | 100 m pillangó   | 49,36        | 3.           | 4.           | 49,47    | 5.       | 12.      | kiesett  | kiesett  |
| Márton Richárd                                               | 200 m gyors      | 1:44,61      | 7.           | 29.          |          |          |          | kiesett  | kiesett  |
| Márton Richárd                                               | 200 m pillangó   | 1:51,79      | 5.           | 8.           |          |          |          | 1:51,48  | 8.       |
| Németh Nándor                                                | 50 m gyors       | visszalépett | visszalépett | visszalépett | kiesett  | kiesett  | kiesett  | kiesett  | kiesett  |
| Németh Nándor                                                | 100 m gyors      | 47,00        | 4.           | 18.          | kiesett  | kiesett  | kiesett  | kiesett  | kiesett  |
| Sárkány Zalán                                                | 400 m gyors      | 3:38,43      | 1.           | 4.           |          |          |          | 3:38,59  | 6.       |
| Sárkány Zalán                                                | 800 m gyors      |              |              |              |          |          |          | 7:30,56  |          |
| Sárkány Zalán                                                | 1500 m gyors     |              |              |              |          |          |          | 14:32,10 | 8.       |
| Szabó Szebasztián                                            | 50 m gyors       | 21,14        | 4.           | 15.          | 20,07    | 8.       | 15.      | kiesett  | kiesett  |
| Szabó Szebasztián                                            | 50 m pillangó    | 22,18        | 2.           | 7.           | 22,09    | 5.       | 8.       | 22,00    | 4.       |
| Telegdy Ádám                                                 | 200 m hát        | 1:53,27      | 8.           | 21.          |          |          |          | kiesett  | kiesett  |
| Török Dominik                                                | 200 m vegyes     | 1:55,06      | 4.           | 15.          |          |          |          | kiesett  | kiesett  |
| Török Dominik                                                | 400 m vegyes     | 4:06,80      | 1.           | 13.          |          |          |          | kiesett  | kiesett  |
| Zombori Gábor                                                | 200 m vegyes     | 1:54,93      | 5.           | 13.          |          |          |          | kiesett  | kiesett  |
| Zombori Gábor                                                | 400 m vegyes     | 4:07,25      | 7.           | 14.          |          |          |          | kiesett  | kiesett  |
| Márton Richárd Mészáros Dániel Magda Boldizsár Andor Benedek | 4 × 100 m gyors  | 3:11,08      | 7.           | 13.          |          |          |          | kiesett  | kiesett  |
| Kovács Attila Holló Balázs Márton Richárd Pápai Olivér       | 4 × 200 m gyors  | 7:01,56      | 5.           | 10.          |          |          |          | kiesett  | kiesett  |
| Kovács Benedek Horváth Dávid Márton Richárd Magda Boldizsár  | 4 × 100 m vegyes | 3:30,86      | 8.           | 20.          |          |          |          | kiesett  | kiesett  |

Női
| Versenyző                                                                   | Versenyszám      | Előfutam   | Előfutam   | Előfutam   | Elődöntő | Elődöntő | Elődöntő | Döntő    | Döntő    |
| Versenyző                                                                   | Versenyszám      | Idő        | Hely.      | Össz.      | Idő      | Hely.    | Össz.    | Idő      | Helyezés |
| --------------------------------------------------------------------------- | ---------------- | ---------- | ---------- | ---------- | -------- | -------- | -------- | -------- | -------- |
| Ábrahám Lilla Minna                                                         | 200 m gyors      | 1:54,46    | 3.         | 10.        |          |          |          | kiesett  | kiesett  |
| Békési Eszter                                                               | 200 m mell       | 2:25,60    | 8.         | 24.        |          |          |          | kiesett  | kiesett  |
| Fángli Henrietta                                                            | 50 m mell        | 30,70      | 2.         | 32.        | kiesett  | kiesett  | kiesett  | kiesett  | kiesett  |
| Fángli Henrietta                                                            | 100 m mell       | 1:05,09    | 1.         | 17.        | kiesett  | kiesett  | kiesett  | kiesett  | kiesett  |
| Ilyés Laura Vanda                                                           | 200 m pillangó   | 2:06,93    | 4.         | 11.        |          |          |          | kiesett  | kiesett  |
| Jackl Vivien                                                                | 800 m gyors      |            |            |            |          |          |          | 8:22,79  | 14.      |
| Jackl Vivien                                                                | 400 m vegyes     | 4:35,61    | 6.         | 14.        |          |          |          | kiesett  | kiesett  |
| Kapás Boglárka                                                              | 400 m gyors      | 4:06,58    | 2.         | 17.        |          |          |          | kiesett  | kiesett  |
| Kapás Boglárka                                                              | 200 m pillangó   | 2:08,91    | 5.         | 14.        |          |          |          | kiesett  | kiesett  |
| Kapás Boglárka                                                              | 400 m vegyes     | 4:37,46    | 8.         | 16.        |          |          |          | kiesett  | kiesett  |
| Késely Ajna                                                                 | 400 m gyors      | 4:03,14    | 6.         | 11.        |          |          |          | kiesett  | kiesett  |
| Késely Ajna                                                                 | 800 m gyors      |            |            |            |          |          |          | 8:18,04  | 7.       |
| Késely Ajna                                                                 | 1500 m gyors     |            |            |            |          |          |          | 15:52,96 | 10.      |
| Komoróczy Lora                                                              | 50 m hát         | 26,38      | 5.         | 9.         | 26,27    | 6.       | 10.      | kiesett  | kiesett  |
| Komoróczy Lora                                                              | 50 m pillangó    | 25,85      | 8.         | 21.        | kiesett  | kiesett  | kiesett  | kiesett  | kiesett  |
| Komoróczy Lora                                                              | 100 m vegyes     | nem indult | nem indult | nem indult | kiesett  | kiesett  | kiesett  | kiesett  | kiesett  |
| Mihályvári-Farkas Viktória                                                  | 1500 m gyors     |            |            |            |          |          |          | 16:03,59 | 16.      |
| Molnár Dóra                                                                 | 100 m hát        | 59,37      | 8.         | 27.        | kiesett  | kiesett  | kiesett  | kiesett  | kiesett  |
| Molnár Dóra                                                                 | 200 m hát        | 2:04,88    | 4.         | 10.        |          |          |          | kiesett  | kiesett  |
| Pádár Nikolett                                                              | 100 m gyors      | 53,69      | 9.         | 27.        | kiesett  | kiesett  | kiesett  | kiesett  | kiesett  |
| Pádár Nikolett                                                              | 200 m gyors      | 1:54,84    | 4.         | 12.        |          |          |          | kiesett  | kiesett  |
| Sebestyén Dalma                                                             | 200 m vegyes     | 2:09,94    | 6.         | 19.        |          |          |          | kiesett  | kiesett  |
| Senánszky Petra                                                             | 50 m gyors       | 24,55      | 7.         | 25.        | kiesett  | kiesett  | kiesett  | kiesett  | kiesett  |
| Szabó-Feltóthy Eszter                                                       | 200 m hát        | 2:06,69    | 6.         | 19.        |          |          |          | kiesett  | kiesett  |
| Ugrai Panna                                                                 | 100 m gyors      | 53,82      | 9.         | 30.        | kiesett  | kiesett  | kiesett  | kiesett  | kiesett  |
| Ugrai Panna                                                                 | 100 m pillangó   | 57,95      | 7.         | 19.        | kiesett  | kiesett  | kiesett  | kiesett  | kiesett  |
| Pádár Nikolett Ugrai Panna Senánszky Petra Ábrahám Minna                    | 4 × 100 m gyors  | 3:31,36    | 1.         | 4.         |          |          |          | 3:30,10  | 7.       |
| Pádár Nikolett Ugrai Panna Molnár Dóra Ábrahám Minna                        | 4 × 200 m gyors  | 7:43,60    | 4.         | 6.         |          |          |          | 7:33,39  |          |
| Komoróczy Lora Fángli Henrietta Ugrai Panna Ábrahám Minna (Senánszky Petra) | 4 × 100 m vegyes | 3:51,92    | 3.         | 7.         |          |          |          | 3:51,65  | 8.       |

Vegyes
| Versenyző                                                  | Versenyszám      | Előfutam | Előfutam | Előfutam | Elődöntő | Elődöntő | Elődöntő | Döntő   | Döntő    |
| Versenyző                                                  | Versenyszám      | Idő      | Hely.    | Össz.    | Idő      | Hely.    | Össz.    | Idő     | Helyezés |
| ---------------------------------------------------------- | ---------------- | -------- | -------- | -------- | -------- | -------- | -------- | ------- | -------- |
| Andor Benedek Magda Boldizsár Pózvai Kiara Senánszky Petra | 4 × 50 m gyors   | 1:32,13  | 3.       | 14.      |          |          |          | kiesett | kiesett  |
| Jászó Ádám Gál Olivér Komoróczy Lora Senánszky Petra       | 4 × 50 m vegyes  | 1:40,39  | 5.       | 19.      |          |          |          | kiesett | kiesett  |
| Jászó Ádám Fángli Henrietta Ugrai Panna Magda Boldizsár    | 4 × 100 m vegyes | 3:41,58  | 6.       | 14.      |          |          |          | kiesett | kiesett  |

800 és 1500 m gyorson nem rendeztek selejtezőket és döntőt. A végeredmény az időfutamok összesítése alapján alakult ki.